# Elizabeth Cotten
Elizabeth Cotten, nota anche con lo pseudonimo di Libba (Carrboro, 5 gennaio 1893 – Syracuse, 29 giugno 1987), è stata una cantante, musicista e compositrice statunitense di genere blues e folk.

## Biografia

### Primi anni
Elizabeth Cotten nacque nel 1893 da una famiglia di musicisti vicino a Chapel Hill, nella Carolina del Nord, in un'area che sarebbe stata poi incorporata come Carrboro. I suoi genitori erano George Nevill (scritto anche Nevills) e Louisa (o Louise) Price Nevill. Elizabeth era la più giovane di cinque figli. Si inventò il suo nome il suo primo giorno di scuola quando l'insegnante glielo chiese, perché a casa veniva chiamata solo "Li'l Sis". All'età di 8 anni suonava già canzoni e a 9 anni fu costretta a lasciare la scuola e iniziò a lavorare come domestica . A 12 anni trovò un lavoro con vitto a Chapel Hill. Guadagnava un dollaro al mese, che sua madre aveva messo da parte per comprare la sua prima chitarra . La chitarra in questione, strumento di marca Sears and Roebuck costava $ 3,75 (circa l'equivalente di $108 nel 2020). Sebbene autodidatta, Elizabeth divenne molto abile nel suonare lo strumento e il suo vasto repertorio includeva numerosi brani ragtime e melodie da ballo.
Nella prima parte della sua adolescenza la Cotten scriveva canzoni inedite, una delle quali Freight Train, divenne uno dei suoi brani più popolari. La canzone fu scritta in ricordo di un treno merci che ella era solita udire dalla sua casa d'infanzia. La registrazione britannica della canzone del 1956 ad opera di Chas McDevitt e Nancy Whiskey fu un grande successo, ed è ritenuta una delle principali influenze sull'ascesa dello skiffle nel Regno Unito.
Intorno all'età di 13 anni, la Cotten cominciò a lavorare come domestica insieme a sua madre. Il 7 Novembre 1910, all'età di 17 anni, sposò Frank Cotten. La coppia ebbe una figlia, Lillie, e poco dopo Elizabeth smise di suonare la chitarra per la famiglia e la chiesa . Elizabeth, Frank e la loro figlia Lillie si spostarono lungo gli Stati Uniti orientali per un certo numero di anni, in particolare tra la Carolina del Nord, New York e Washington, stabilendosi infine nell'area di Wahington. Quando Lillie si sposò, Elizabeth divorziò da Frank e si trasferì con sua figlia e la sua famiglia.

### Riscoperta
La Cotten trascorse 25 anni senza suonare la chitarra, tranne che per qualche esibizione occasionale in chiesa. Non iniziò a esibirsi pubblicamente e registrare fino circa all'età di 60 anni. Fu scoperta dalla famiglia Seeger, una famiglia di musicisti folk, mentre lavorava come governante presso di loro.
Durante un suo impiego all'interno di un grande magazzino, la Cotten incontrò una bambina che si era persa e la aiutò a ritrovare sua madre. La bambina era Peggy Seeger e la madre la compositrice Ruth Crawford Seeger. Poco dopo, la Cotten fu assunta come domestica proprio dai coniugi Seeger, i genitori della bambina incontrata per caso nel grande magazzino, e si prese cura dei loro figli, Mike, Peggy, Barbara e Penny. Mentre lavorava dai Seeger (una famiglia voracemente musicale che includeva Pete Seeger, un figlio di Charles avuto da un precedente matrimonio), si ricordò del suo modo di suonare la chitarra di ormai molti anni prima, riprese in mano lo strumento e imparò nuovamente a suonarlo, ripartendo quasi dalle basi.

### Carriera
Nella seconda metà degli anni Cinquanta, Mike Seeger cominciò a fare delle registrazioni su nastro delle canzoni della Cotten all'interno della sua casa. Queste registrazioni in seguito diedero vita all'album Folksongs and Instrumentals with Guitar, pubblicato dalla Folkways Records. Dall'uscita di quell'album le canzoni di Elizabeth, in particolare la già menzionata Freight Train, scritta quando era ancora una bambina, furono reinterpretate da molti artisti come Peter, Paul and Mary, Jerry Garcia, Bob Dylan, Joe Dassin, Joan Baez, Devendra Banhart, Laura Gibson, Laura Veirs, His Name Is Alive, Doc Watson, Taj Mahal, Geoff Farina e Country Teasers.
Peggy Seeger contribuì a diffondere Freight Train nel Regno Unito, dove divenne celebre nei circoli di musica folk. I cantautori britannici Paul James e Fred Williams successivamente si appropriarono del brano come se si fosse trattata di una loro composizione e ne acquisirono i diritti tramite copyright. La canzone fu successivamente registrata dal cantante britannico Chas McDevitt nel dicembre 1956. Sotto consiglio del manager Bill Varley, McDevitt collaborò poi con la cantante folk Nancy Whiskey, registrando nuovamente la canzone con la voce di lei. Il risultato fu un enorme successo in classifica. La versione di McDevitt influenzò inoltre molti giovani gruppi skiffle dell'epoca, tra cui i The Quarrymen. Sotto il patrocinio dell'influente famiglia Seeger, il copyright fu poi restituito alla Cotten, pur rimanendo erroneamente accreditato in molte fonti.
Poco dopo quel primo album, la Cotten iniziò a suonare dal vivo a fianco di Mike Seeger. Il primo concerto si tenne allo Swarthmore College nel 1960. All'inizio degli anni sessanta, la Cotten continuò a suonare dal vivo con molti nomi del fiorente folk revival. Fra i vari artisti ci furono Mississippi John Hurt, John Lee Hooker e Muddy Waters, in occasioni come il Newport Folk Festival e lo Smithsonian Festival of American Folklife. Il ritrovato interesse per la musica la ispirò a scrivere nuove canzoni per le sue esibizioni e nel 1967 pubblicò un disco creato insieme ai suoi nipoti, che prese il nome da una delle sue canzoni: Shake Sugaree. Alla canzone partecipò la dodicenne Brenda Joyce Evans, pronipote della Cotten e futura cantante degli Undisputed Truth.
Con i profitti dei suoi tour, delle uscite discografiche e dei premi che le furono riconosciuti per il suo contributo alle arti popolari, la Cotten poté andarsene da Washington con la figlia e i nipoti e comprare una casa a Syracuse, nello stato di New York. Ella riuscì ad andare in tour e continuò a pubblicare dischi fino ai suoi 80 anni. Nel 1984 vinse il Grammy Award per la "migliore registrazione etnica o tradizionale" con l'album Elizabeth Cotten Live, pubblicato da Arhoolie Records. Quando ritirò il premio a Los Angeles, il suo commento fu: "Grazie. Vorrei solo avere la mia chitarra per poter suonare una canzone per tutti voi". Nel 1989 la Cotten è stata inclusa fra le 75 donne afroamericane più influenti all'interno del documentario fotografico I Dream a World.
La Cotten morì nel giugno 1987 al Crouse-Irving Hospital di Syracuse, New York, all'età di 94 anni.

## Stile
Chitarrista autodidatta mancina, la Cotten ha sviluppato il suo stile originale. Suonava una chitarra accordata per un suonatore destrorso, ma la imbracciava capovolta, dato che era mancina. Questa posizione richiedeva che suonasse le linee di basso con le dita e la melodia con il pollice. Il suo caratteristico stile di basso alternato è diventato noto come "Cotten Picking".
La Cotten si approcciò alla musica giocando con il banjo di suo fratello maggiore. Era mancina e perciò suonava lo strumento in posizione inversa, con il manico rivolto verso destra. Più tardi, quando adattò le sue canzoni alla chitarra, dette vita ad uno stile completamente unico poiché sul banjo a 5 corde la corda più in alto non è una corda bassa come nella chitarra, ma una corda corta e acuta, che termina al quinto tasto. Ciò le impose di creare uno stile nuovo per poter riportare le sue canzoni sulla chitarra. Inizialmente suonava con sole pennate verso il basso, come si è soliti suonare il banjo, più tardi invece, il suo modo di suonare si evolse in uno stile unico di fingerpicking. Le sue tecniche di fingerpicking hanno influenzato molti altri musicisti.

## Discografia

### Album in studio
- 1958 - Folksongs and Instrumentals with Guitar (Folkways Records)
- 1967 - Vol. 2: Shake Sugaree (Folkways Records)
- 1979 - vol. 3: When I'm Gone (Folkways Records)

### Album dal vivo
- 1979 - At The New Morning Blues Festival Live In Geneva 79 (Spiegelei) (con Richie Havens, Taj Mahal, Albert Collins and The Icebreakers, Queen Ida & The Bon Ton Zydeco Band, Miguel Flores & Pyramid)
- 1983 - Live! (Arhoolie Records)

### Raccolte
- 2004 - Shake Sugaree (Smithsonian Folkways Recordings)

### Singoli
- 2013 - KBOO Presents Elizabeth Cotten/Marisa Anderson (KBOO) (split con Marisa Anderson)

## Videografia
- Maestri of the Country Blues: Elizabeth Cotten e Jesse Fuller . Yazoo, 1960
- Elizabeth Cotten with Mike Seeger . Vestapool Productions, 1994
- Legends of Traditional Fingerstyle Guitar. Cambridge, Mass.: Rounder Records, 1994
- Mike Seeger and Elizabeth Cotten . Sparta, NJ: Stefan Grossman's Guitar Workshop, 1991
- Jesse Fuller and Elizabeth Cotten. Newton, New Jersey: Yazoo Video, 1992
- Me and Stella: A Film about Elizabeth Cotten . New Brunswick, NJ: Phoenix Films and Video, 1976
- John Fahey, Elizabeth Cotten: Rare Performances and Interviews. Vestapool Productions, 1969, 1994
- Rainbow Quest with Pete Seeger. Judy Collins and Elizabeth Cotten. Shanachie Entertainment, 2005
- Libba Cotten: Interview and Presentation Ceremony. Schomburg Center for Research in Black Culture, 1985
- Homemade American Music. Aginsky Productions, 1980
- Elizabeth Cotten in concert, 1969, 1978 e 1980 . Vetstapool Productions, 1969, 2003
- The Guitar of Elizabeth Cotten. Sparta, N.J.: Stefan Grossman's Guitar Workshop, 2002
- Il Downhome Blues. Los Angeles: distribuito da Philips Interactive Media, 1994
- Elizabeth Cotten Portrait Collection. Public Broadcasting System, 1977–1985

## Riconoscimenti
Blues Music Award
- 1980 - Candidatura come Traditional Blues Female Artist[18]
- 1982 - Candidatura come Traditional Blues Female Artist[18]
- 1987 - Candidatura come Traditional Blues Female Artist[18]

Grammy Award
- 1985 - Miglior registrazione di musica etnica o tradizionale per Elizabeth Cotten Live![19]
- 1987 - Candidatura come Miglior album folk tradizionale per 20th Anniversary Concert